# Pop Robson
Bryan Stanley Robson, besser bekannt als Pop Robson, (* 11. November 1945 in Sunderland) ist ein ehemaliger englischer Fußballspieler. Vor allem als Mittelstürmer eingesetzt, erzielte er für Newcastle United, West Ham United, AFC Sunderland, FC Chelsea und Carlisle United über 250 Tore im englischen Profifußball.

## Sportlicher Werdegang
Robson begann mit dem Fußballspielen beim FC Clara Vale. Von Clara Vale wechselte er ins benachbarte Newcastle upon Tyne, bei Newcastle United debütierte er als Teenager im Profifußball. 1965 gewann er mit dem Klub den Meistertitel der Second Division und bildete später mit dem 1966 hinzugekommenen Wyn Davies das Sturmduo des Klubs. Während er dabei in der First Division regelmäßig vereinsintern bester Torschütze war, blieb er in den Finalspielen um den Messestädte-Pokal 1968/69 – auf dem Weg dorthin hatte er mit sechs Treffern dazu beigetragen – gegen Újpesti Dózsa SC ohne eigenen Torerfolg. Dennoch reichte es für die von Joe Harvey trainierte Mannschaft um Preben Arentoft, Frank Clark, David Craig, Bobby Moncur und Jackie Sinclair nach einem 3:0-Heim- und einem 3:2-Auswärtssieg zum internationalen Titelgewinn.
Im Februar 1971 wechselte Robson zum Ligakonkurrenten West Ham United. Nachdem er in der Vorsaison sich mit neun Treffern in 42 Ligaspielen vereinsintern hinter Clyde Best einordnen musste, krönte er sich in der Spielzeit 1972/73 mit 28 Saisontoren zum Torschützenkönig. In der folgenden Spielzeit waren es wieder nur sieben Saisontore, der Klub rutschte parallel in der Meisterschaft in Richtung Abstiegskampf ab. Im Sommer 1974 kehrte er daraufhin in den Nordosten Englands zurück und schloss sich dem Zweitligisten AFC Sunderland an. Hier spielte er zwei Saisons, ehe er als vereinsinterner Toptorschütze nach dem Gewinn der Zweitligameisterschaft 1976 zu West Ham United zurückkehrte. Mit dem Klub stieg er 1978 ab, trotz 24 Saisontreffern und damit verbundener Torjägerkanone in der Second Division verpasste die Mannschaft auf dem fünften Rang den direkten Wiederaufstieg.
Robson wechselte innerhalb der Second Division zurück zum AFC Sunderland. Mit 20 Saisontoren war er maßgeblich am Wiederaufstieg als Tabellenzweiter hinter Leicester City beteiligt, Clive Allen von den Queens Park Rangers wurde sein Nachfolger als Torschützenkönig. In der höchsten Spielklasse lief er noch eine Saison auf, rückte aber zunehmend ins zweite Glied.
Bob Stokoe holte ihn 1981 zu Carlisle United in die Third Division. Nach 21 Saisontoren an der Seite von Nachwuchsspieler Peter Beardsley schaffte der Klub den Sprung in die Zweitklassigkeit, er kehrte anschließend jedoch nach London zurück und schloss sich dem Zweitligakonkurrenten FC Chelsea an. Hier blieb ihm jedoch nur die Rolle des Ergänzungsspielers, so dass er im Saisonverlauf auf Leihbasis zu Carlisle United zurückkehrte. Im Sommer 1983 wechselte er erneut zum AFC Sunderland, wo er nach der Entlassung von Alan Durban im März 1984 als Interimstrainer fungierte. Anschließend kehrte er zu Carlisle United zurück, wo er 1985 Stokoe als Spielertrainer beerbte. Nach einem halben Jahr auf der Trainerbank kehrte Stokoe zurück, Robson schloss sich im Non-League football dem FC Gateshead an.
Nach seinem Karriereende war Robson bei verschiedenen Vereinen als Teil des Trainerteams tätig. 2011 kehrte er als Leiter der Scoutingabteilung erneut um AFC Sunderland zurück.